# Liste de tafsirs coraniques
 (janvier 2022).
La mise en forme du texte ne suit pas les recommandations de Wikipédia : il faut le « wikifier ».
Les points d'amélioration suivants sont les cas les plus fréquents. Le détail des points à revoir est peut-être précisé sur la page de discussion.
- Les titres sont pré-formatés par le logiciel. Ils ne sont ni en capitales, ni en gras.
- Le texte ne doit pas être écrit en capitales (les noms de famille non plus), ni en gras, ni en italique, ni en « petit »…
- Le gras n'est utilisé que pour surligner le titre de l'article dans l'introduction, une seule fois.
- L'italique est rarement utilisé : mots en langue étrangère, titres d'œuvres, noms de bateaux, etc.
- Les citations ne sont pas en italique mais en corps de texte normal. Elles sont entourées par des guillemets français : « et ».
- Les listes à puces sont à éviter, des paragraphes rédigés étant largement préférés. Les tableaux sont à réserver à la présentation de données structurées (résultats, etc.).
- Les appels de note de bas de page (petits chiffres en exposant, introduits par l'outil «  Source ») sont à placer entre la fin de phrase et le point final[comme ça].
- Les liens internes (vers d'autres articles de Wikipédia) sont à choisir avec parcimonie. Créez des liens vers des articles approfondissant le sujet. Les termes génériques sans rapport avec le sujet sont à éviter, ainsi que les répétitions de liens vers un même terme.
- Les liens externes sont à placer uniquement dans une section « Liens externes », à la fin de l'article. Ces liens sont à choisir avec parcimonie suivant les règles définies. Si un lien sert de source à l'article, son insertion dans le texte est à faire par les notes de bas de page.
- La présentation des références doit suivre les conventions bibliographiques. Il est recommandé d'utiliser les modèles {{Ouvrage}}, {{Chapitre}}, {{Article}}, {{Lien web}} et/ou {{Bibliographie}}. Le mode d'édition visuel peut mettre en forme automatiquement les références.
- Insérer une infobox (cadre d'informations à droite) n'est pas obligatoire pour parachever la mise en page.

Pour une aide détaillée, merci de consulter Aide:Wikification.
Si vous pensez que ces points ont été résolus, vous pouvez retirer ce bandeau et améliorer la mise en forme d'un autre article.
Voici une liste d'œuvres de tafsir. Le tafsīr est un ensemble de commentaires et d'explications, visant à expliquer les significations du Coran, le texte religieux central de l'islam. Un tafsīr peut être globalement classé en fonction de ses écoles et branches islamiques affiliées et de l'époque à laquelle il a été publié, classique ou moderne.

## Premiers Tafsirs
- Tanwīr al-Miqbās (تنوير المقباس, littéralement « L’illumination de la lampe », aussi appelé Tafsīr ibn ʿAbbās), faussement attribué à Abd Allah ibn Abbas (m. vers 687 EC). Certaines interprétations sont tout de même considérées comme ṣaḥīḥ ou ḥasan selon la chaîne de narration (voir introduction du livre).
- Tafsīr Muqātil (ar) (تفسير مقاتل), par Muqatil ibn Sulayman (80-150 AH). Il est parfois appelé Al-Tafsīr al-Kabīr (التفسير الكبير, littéralement « Le Grand commentaire »), à ne pas confondre avec Al-Tafsīr al-Kabīr de Fakhr al-Dīn al-Rāzī. Tafsīr Muqātil est considéré comme le premier tafsīr complet du Coran.
- Maʿānī al-Qurʾān (ar) (معاني القرآن, littéralement « Les significations du Coran ») par Yahya ibn Ziyad al-Farra (m. 207 AH).
- Tafsīr Sufyān al-Thawrī (تفسير ابن الثوري) par Sufyan al-Thawri (m. 161 AH/778 EC)
- Tafsīr Mujāhid ibn Jabr (en) (تفسير مجاهد) par Mujahid ibn Jabr (642-722 EC)

## Sunnite

### Arabe
- Tafsīr al-Thaʿlabī (en) (تفسير الثعلبي), également appelé Al-Kashf wa-l-bayān ʿan tafsīr al-Qurʾān (الكشف والبيان عن تفسير القرآن, littéralement « Le Dévoilement et l'élucidation de l'interprétation du Coran ») par Al-Thaʿlabī (mort en 427 AH/1035 EC). Parfois également appelé Al-Tafsīr al-Kabīr (التفسير الكبير, littéralement « Le Grand commentaire »), à ne pas confondre avec Al-Tafsīr al-Kabīr de Fakhr al-Dīn al-Rāzī.
- ʿAlī ibn Aḥmad al-Wāḥidī (en) (1003-1076 EC), un étudiant d'Al-Thaʿlabī, a écrit quatre tafāsīr (pluriel de tafsīr) du Coran :

1. Asbāb nuzūl al-Qurʾān (أسباب نزول القرآن, littéralement « Les causes de la révélation du Coran»)
2. Al-Wajīz fī tafsīr al-kitab al-ʿAzīz (en) (الوجيز في تفسير الكتاب العزيز, littéralement « Commentaire concis du Noble Livre ») (1/2 Volumes)
3. Al-Wasīṭ fī tafsīr al-Qurʾān al-majīd (en) (الوسيط في تفسير القرآن المجيد, littéralement « Le Commentaire intermédiaire sur le glorieux Coran ») (4 volumes)
4. Al-Tafsīr al-basīṭ (التفسير البسيط, littéralement « Le Commentaire simple ») (16/24 volumes)

- Jāmiʿ al-bayān ʿan taʾwīl āy al-Qurʾān (en) (جامع البيان عن تأويل آي القرآن, littéralement « Recueil de déclarations sur l'interprétation des versets du Coran »), appelé également Tafsīr al-Ṭabarī, a été composé par Abu Ja'far Muhammad ibn Jarir Ibn Yazid Al-Tabari (224-310 AH; 839-923 EC). Disponible en ligne[1].
- Tafsīr Ibn al-Mundhir (ar) par Ibn al-Mundhir (en) (241-318 AH)
- Tafsīr al-Qurʾān al-ʿaẓīm musnadan ʿan rasūl Allāh ṣallā Allāh ʿalayhi wa-sallam wa-l-ṣaḥābah wa-l-tābiʿīn (تفسير القرآن العظيم مسنداً عن رسول الله صلى الله عليه وسلم والصحابة والتابعين, littéralement « Interprétation du Noble Coran, avec des chaînes de transmission remontant au Messager de Dieu – que Dieu le bénisse et lui accorde la paix – à ses Compagnons et à ses Successeurs »), également appelé Tafsīr Al-Musnad ou Tafsīr Ibn Abī Hātim al-Rāzī, composé par Abū Muḥammad ibn Abī Hātim al-Rāzī (ar) (240-327 AH)
- Taʾwīlāt Ahl al-Sunna (تأويلات أهل السنة, littéralement « Interprétations sunnites ») par Abu Mansur al-Maturidi (mort en 333 AH/944 EC) - l'auteur était un juriste sunnite Hanafi, théologien et exégète scripturaire de Samarkand au IXe siècle. Il est devenu le codificateur éponyme de l'une des deux principales écoles orthodoxes de théologie sunnite, l'école Maturidi[2], école théologique dominante pour les musulmans sunnites en Asie centrale[2] qui a également joui d'un statut prééminent en tant qu'école de choix pour l'Empire ottoman et l'Empire moghol[2].
- An-Nukat wa al-'Uyun par Al-Mawardi (d.450/1058) - l'auteur était un juriste islamique de l'école Shafi'i.
- Ma'alim al-Tanzil (Aperçu de la révélation) par Al-Baghawi (mort en 510 AH/1116 EC) également connu sous le nom de Tafsir al-Baghawi - Un tafsir populaire parmi les musulmans sunnites, il s'appuie fortement sur le Tafsir d'al-Tha 'labi, tout en mettant davantage l'accent sur les hadiths.
- Al-Muharrar al-Wajiz (The Concise Record), communément appelé Tafsir ibn 'Atiyyah d'après son auteur, Ibn Atiyyah (décédé en 541 ou 546AH), un juge Maliki d'al-Andalus. Ce commentaire coranique est populaire en Afrique du Nord.
- Zad al-Masir Fi Ilm al-Tafsir par le polymathe Hanbali Ash'ari Abu'l-Faraj ibn al-Jawzi (d. 597AH).
- Mafatih al-Ghayb (Les clés de l'invisible) par Fakhr al-Din al-Razi (1149-1209 EC/606 AH). également connu sous le nom de Tafsir al-Kabir (La grande exégèse)
- Tafsir al-Qur'an Al-'Azim par Izz al-Din ibn 'Abd al-Salam
- Anwar al-Tanzil wa Asrar al-Ta'wil d'Al-Baydawi (décédé en 685 AH/1286 EC), également célèbre sous le nom de Tafsir al-Baydawi - une version abrégée d' Al-Kashshaf, avec des références Mu'tazili modifiées ; imprimé en deux volumes[3]. En Turquie, il est souvent publié avec des notes marginales par un érudit turc appelé « al-Qunawi » en sept volumes.
- Madarik al-Tanzil wa Haqa'iq al-Ta'wil par Abu al-Barakat al-Nasafi (mort en 710)
- Tafsir ibn Kathir par Ibn Kathir (1301—1373 EC/ 774 AH). Un résumé de l'interprétation antérieure d'al-Tabari. Disponible en ligne[4]. Il a été résumé comme Mukhtasar Tafsir Ibn Kathir en 3 volumes par Muhammad 'Ali As-Sabuni.
- Lubab al-Ta'wil Fi Ma'ani at-Tanzil par 'Ala' al-Din al-Khazin (d. 741), qui est un abrégé de Ma'alimal-Tanzil par Hasan été Mas'ud al-Baghawi.
- Futuhal-Ghawyb Fi Kashfi 'an Qina'i-r-Rawyb (Sharh 'ala Al-Kashshaf) par Shaeawfal-Din al-Husain Ibn 'Abdullahi-tt-Twibi (743 AH)
- Al-Bahr al-Muhit par Abu Hayyan al-Gharnati (mort en 745 AH/1344 EC) est un commentaire linguistique sur le Coran principalement du point de vue de la grammaire et de la rhétorique arabes.
- Bada'i' al-Tafsir et At-Tibbianu Fi Aymani al-Qur'an par Ibn Qayyim al-Jawziyya (mort en 751 AH/1350 EC)
- At-Tahsil li-'Ulumi al-Tanzil par Ibn Juzayy (758 AH/1357 EC)
- Nazm al-Durar fi Tanasub al-Ayi wa al-Suwar par Burhanuddin Ibrahim bin Umar al-Biqa'i
- Jalaluddin al-Suyuti a terminé :

1. Tafsir al-Jalalayn (Le commentaire des deux Jalals) de Jalaluddin al-Mahalli (en 1459), et a ensuite été complété, dans le même style, par son élève, le célèbre érudit Shafi'i Al-Suyuti (d.911 AH /1505 EC), qui l'a terminé en 1505. Ce commentaire est très populaire auprès des musulmans du monde entier en raison de sa simplicité. Il a également été entièrement traduit par Feras Hamza. Louisville[5],[6].
2. Dur al-Manthur ("La perle filetée concernant les commentaires basés sur les traditions"), également d'Al-Suyuti. Ce commentaire, en arabe, se concentre sur les récits qui ont été transmis concernant chaque verset et sujet du Coran. Il a été publié en six volumes.

- Hashiyat al-Sawi 'ala Tafsir al-Jalalayn par Ahmad bin Muhammad as-Sawi al-Maliki
- Fath al-Rahman Fi Tafsir al-Qur'an de Mujir al-Din (mort en 927 AH) - l'exégète était un juge palestinien, historien et juriste hanbali de Jérusalem. À ne pas confondre avec la traduction persane et le commentaire écrit par le Muhaddith Shah Waliullah Dehlawi.
- Irshad al-'Aql as-Salim ila Mazaya al-Qur'an al-Karim par Ebussuud Efendi (d.951 AH/1505 EC). Aussi connu sous le nom de Tafsir Abi Sa'ud.
- Al-Sirawju al-Munir par Al-Khatib al-Shirbini.
- Anwar al-Qur'an wa Asrar al-Furqan par Ali al-Qari, 1004AH, 5 volumes, publié par Daral-Kutub Ilmiyah, Beyrouth, Liban.

Tafsir de Jurisprudence
- Ahkam al-Qur'an (« Les commandements du Coran ») par Al-Jaṣṣās (mort en 370 AH / 981 EC). Basé sur les décisions juridiques de l'école hanafite de droit islamique. Celui-ci a été publié en trois volumes et reste populaire parmi les Hanafis d'Inde, du Moyen-Orient et de Turquie.
- Ahkam al-Qur'an par Abu Bakr ibn al-Arabi (d.543 AH/1148 EC). L'auteur est également connu sous le nom de 'Qadi ibn al-Arabi' (ibn Arabi, le juge) pour le distinguer du célèbre soufi Ibn Arabi. C'était un juriste d'Andalousie ( Espagne musulmane). Son interprétation a été publiée en trois volumes et contient des commentaires sur les règles juridiques du Coran selon l'école Maliki.
- Al-Jami' li-Ahkam al-Qur'an (La collection d'injonctions coraniques) par Al-Qurtubi (1214-1273 EC/671 AH), le célèbre juriste Maliki Ash'ari de Cordoue, en Andalousie. Ce tafsir en 10 volumes est un commentaire sur les versets coraniques traitant de questions juridiques. Bien que l'auteur soit un Maliki, il présente également les avis juridiques d'autres grandes écoles de jurisprudence islamique ; il est donc populaire auprès des juristes de toutes les écoles de droit islamique. Un volume de ce tafsir a été traduit en anglais par Aisha Bewley. Disponible en ligne[7].
- Nukat al-Qur'an al-Dallah ala al-Bayan par Al-Qassab (d. 360AH/970EC)[8],[9] un commentaire principalement du point de vue de la loi islamique appliquée.

Tafsirs partiels et inachevés
- Ma'ani Al-Qur'an al-Karim (inachevé) par Abu Jaʿfar an-Nahhas (mort en 338 AH/949 EC) - Il contient le tafsir de la sourate Al-Fatihah à la sourate Al-Fath. Il a été édité et annoté par Muhammad 'Ali As-Sawbuni.
- Al-Bustanu Fi I'rawbi Mushkilati al-Qur'an (inachevé) par Ahmad Ibn Ahnaf Abi Bakr Al-Yamani Ibn 'Umar Al-Hanbali (717 AH).
- Rawa'i' al-Tafsir par Ibn Rajab (795 AH).
- Tafsir Ibn 'Arawfah (inachevé) par Ibn Arafa (d. 800/803 AH/ 1400 EC)
- Tafsir Ibn Kamal Basha (inachevé) par Ibn Kemal (mort en 940 AH/1536 EC)
- At-Tafsirat al-Ahmadiyyah Fi Bayani al-ayati-sh-Shar'iyyah par Mulla Ahmad Jiwan (mort en 1130 AH / 1718 EC). C'est le Hanafi Tafsir des seuls ayat qui sont concernés par les questions de Fiqh.
- Mushkilat al-Qur'an par Anwar Shah Kashmiri, édité avec des références et une des introductions par Ahmad Bijnuri, et une autre introduction par l'étudiant préféré de l'auteur Muhammad Yusuf Banori. Le livre est principalement en arabe mais des passages en persan apparaissent également tout au long de l'ouvrage. L'objectif principal[réf. nécessaire] pour entreprendre d'écrire ce travail était de n'interpréter que les versets du Coran qui sont généralement considérés comme difficiles à comprendre. Une particularité de cet ouvrage particulier est que l'auteur a, en outre, mis de côté 190 versets qui, à son avis, nécessitaient une discussion plus approfondie et une réflexion répétée. Publié à titre posthume à Maligaon, Surat, Gujrat, Inde, par Majlis al-'Ilmi en 1974.

Tafsirs Modernes
- Hashiyah ala Tafsir al-Qadi al-Baydawi par Ibn 'Abidin (mort en 1252 AH / 1836 EC)
- Tafsir Ash-Sharawi par Muhammad Metwali Alsharawi (1911-1998), un célèbre érudit égyptien.
- Al-tafsir al-waset de Muhammad Tantawy (28 octobre 1928 - 10 mars 2010), grand imam d'Al-Azhar
- Fi Zilal al-Quran ("À l'ombre du Coran") de Sayyid Qutb (1906-1966)
- Muhammad Ali al-Sabuni a terminé :

1. Sawfwat al-Tafasir
2. At-Tafsir al-Wadwih al-Muyassar
3. Rawa'i' al-Bayan Tafsir ayati al-Ahkam mina al-Qur'an

- Minhat Al-Jalil Fi Bayan ma Fi Ma'alimal-Tanzil par Aziz-ul-Rahman Usmani (décédé en 1928)
- Tafsir al-Qur'an bi-Kalamal-Rahman par Sanaullah Amritsari
- Ruh al-Ma'ani (L'esprit des significations sur l'exégèse du sublime Coran) par Mahmud al-Alusi (d.1270 AH/1854 EC)
- Mawahib al-Rahman Fi Tafsir al-Qur'an par Abdul Karim Mudarris (1980 EC) - le mufti d'Irak et un juriste Shafi'ite.
- Al-Anwaral-Muttaqin (Asayyid al-Tafasir) - Ceci est la combinaison de cinq Tafsirs par six érudits Ash'ari Fakhr al-Din al-Razi, Shams/Shahabal-din AhmadIbn Khawlil Al-Khauli/Khau'i Ad-Dimashqi /Najjmal-Din Ahmad Ibn Muhammad Ibn Abal-Hazm Al-Makhzumi Al-Qawmuli Al-Missri, Al-Qurtubi, Ibn Kathir, Ebussuud Efendi et Mahmud al-Alusi, édité par Anwar Shah Kashmiri, Muhammad Yusuf Banori et Muhammad Taqi Usmani
- Aysar al-Tafasir li Kalami al-'Aliyyi al-Kabir par Abu Bakr al-Jazaeri
- al-Iklil ʻala Madarik al-tanzil wa-ḥaqaʼiq al-taʼwil lil-Imam al-Nasafi par Muhammad Abdul Haq bin Shah al-Hindi al-Hanafi (décédé en 1915 apr. J.-C.) - Un commentaire du Tafsir d' An-Nasafi, avec des éléments de Tafsir al-Baydawi d'al-Baydawi et Tafsir Al-Kashshaf d'Al-Zamakhshari, célèbre pour son analyse linguistique, dont certaines ont été modifiées par al-Baydawi puis an-Nasafi et d'autres omises[10].
- Nahw tafsir mawdu`i li-suwar al-Qur'an al-Karim par Muhammad al-Ghazali
- Tafsir Al-Nabulsi de Mohammed Rateb al-Nabulsi
- Al-Mo'jamul Mufahras Li Alfadh Al-Qur'an Al-Kareem par Muhammad Fuad Abdul Baqi

### Pachtou
- Tafsir Ahsan Al Kalam par Abu Zakariya Rustami, Darussalam Publications

### Persan

#### Traductions
- Tafsir-e-Tabari : une traduction du Xe siècle du Tafsir al-Tabari en persan.
- Tafsir-e-Nasafi : une traduction du XIe siècle et tafsir par Abu Hafs Umar an-Nasafi.

#### Originaux
- Mawaheb-e-'Aliyya (Tafsir al-Husaini) : par Husayn Kashifi
- Mushkilat al-Qur'an par Anwar Shah Kashmiri, édité avec des références et une des introductions par Ahmad Bijnuri, et une autre introduction par l'étudiant préféré de l'auteur Muhammad Yusuf Banori. Ce commentaire partiel est principalement en arabe mais des passages en langue persane apparaissent également tout au long de l'ouvrage. L'objectif principal pour entreprendre d'écrire cet ouvrage était de n'interpréter que les versets du Coran qui sont généralement considérés comme difficiles à comprendre. Une particularité de cet ouvrage particulier est que l'auteur a, en outre, mis de côté 190 versets qui, à son avis, nécessitaient une discussion plus approfondie et une réflexion répétée. Publié à titre posthume à Maligaon, Surat, Gujrat, Inde, par Majlis al-'Ilmi en 1974.

### Kurde
- Nami Tafsir par Abdul Karim Mudarris (1980 EC) - le mufti et juriste Shafi'i d'Irak

### Ourdou

#### Traductions
- Dur al-Manthur par le célèbre érudit Shafi'i Al-Suyuti (décédé en 911 AH/1505 EC).
- Tafsir Khaza'in-al-Irfan[11] par Naeem-ud-Deen Muradabadi
- Tarjumat al-Qur'an par Rafiuddin Deobandi
- Tafsir Al-Hawi - Taqrir-e- Anwar al-Tanzil par Fakhral-Hasan Deobandi.
- Fadl-e-Rahmani d' Anzar Shah Kashmiri
- Tafsir Ibn Kathir par Ibn Kathir
- Tafsir al-Jalalayn par Jalaluddin al-Mahalli (en 1459), et a ensuite été complété, dans le même style, par son élève, le célèbre érudit Shafi'i Al-Suyuti (décédé en 911 AH/1505 EC), traduit par Aziz -ul-Rahman Usmani.

#### Originaux
- Dhakhirat al-Janan Fi Fahmi al-Qur'an par Muhammad Sarfaraz Khan Safdar
- Jamalayn Fi Sharh Tafsir al-Jalalayn par Muhammad Jamal Bulandshahri Deobandi
- Kamalayn Sharh Tafsir al-Jalalayn par Muhammad Na'im Deobandi
- Fath al-Mannan également connu sous le nom de "Tafsir-e-Haqqani" par Abu Muhammad 'Abdal-Haqq Haqani
- Ashraf al-Tafasir compilé par Muhammad Taqi Usmani à partir du Mawa'iz-e-Ashrafiyah d'Ashraf Ali Thanvi
- Khulasawt al-Bayan Muhammad 'Isa Allahabadi
- Hawashi-e-Qur'an Majid par Shah 'Abdul Qadir Dihlawi et Ahmad 'Ali Lahori
- Ma'ariful Coran par Muhammad Shafi
- Ma'ariful Coran par Muhammad Idris Kandhlawi
- Tafsir-e-Majidi par Abdul Majid Daryabadi
- Anwarul Bayan par Ashiq Ilahi Bulandshahri
- Anwaral-Qur'an par Abal-Kalam Ma'sum
- Ubaidullah Sindhi a écrit :

1. Tafsir-e-Coran
2. Tafsir-e-Mehmoud

- Tafsir-e-Usmani de Mahmud al-Hasan et Shabbir Ahmad Usmani
- Tafsir-e-Basirat-e-Qur'an par Muhammad Asif Qasmi
- Hidayatal-Qur'an par 'Uthman Kashifal-Hashmi Rajupuri et Saeed Ahmad Palanpuri
- Tauzihal-Qur'an (asan Tarjumah-e-Qur'an) par Muhammad Taqi Usmani
- Guldastah-e-Tafsir par 'Abdul-Qayyum Muhajir Madni
- Ruhal-Qur'an par Muhammad Na'im
- Khazain ul Irfan par Naim-ud-Din Muradabadi
- Tadabur-e-Quran par Amin Ahsan Islahi
- Ma'alimal-'Irfan Fi Durusi al-Qur'an par 'Abdul Hamid-Khan Sawati
- Tafhim al-Quran par Abul A'la Maududi
- Sirat ul-Jinan fi Tafsir il-Quran [12] (Chemin vers le ciel) par Qasim Al-Qadri [13]
- Bayan al-Qur'an par Israr Ahmad
- Zikrul-Lil-alamin par Jalaluddin Qasmi

#### Tafsirs partiels et inachevés
- Ahkam Al-Qur'an (5 Volumes) par Muhammad Ashraf Ali Thanwi, ' Zafar Ahmad Usmani, Jamil Ahmad Thanawi, Muhammad Idris Kandhlawi et Muhammad Shafi Uthmani, avec introduction par Muhammad Taqi Usmani - le 2ème et le 4ème Manzil est laissé à être écrit.
- Tarjuman al-Quran par Abul Kalam Azad
- Ma'alimal-Qur'an par Muhammad 'Ali As-Swiddiqi Kandhlawi

### Bengali

#### Originaux
- Tafsir Zakaria par Abubakar Muhammad Zakaria. Disponible en ligne[14].
- Tafsir-e-Haqqani [15]) de Shamsul Haque Faridpuri (terminé mais pas encore entièrement publié) - seuls le premier et le dernier Juz ' ont été publiés mais l'auteur a terminé le manuscrit du Tafsir en environ 16000 pages et a exhorté ses étudiants à publier mais personne ne s'est encore chargé de la poursuite de la publication).
- Nural-Qur'an de Muhammad Aminal-Islam (30 volumes) (1981-1998)
- Tafsir al-Quran de Delwar Hossain Sayidi

#### Traductions
- Ahkam al-Qur'an ("Les commandements du Coran") par Al-Jaṣṣās
- Tafsir Ibn Kathir traduit par Akhtar Faruq.
- Tafsir Ibn Kathir traduit par Mujibur-Rahman
- Tafsir al-Jalalayn avec ses commentaires en ourdou Jamalayn et Kamalayn par 'Abdal-Ghawffar Shahpuri, Amiral-Islam Faridabadi et Habibal-Rahman Hobiganji.
- Bayanal-Coran par Ashraf Ali Thanwi
- Tafsir-e-Usmani de Mahmud al-Hasan Deobandi et ' Shabir Ahmad Usmani
- Tafsir-e-Majidi par Abdul Majid Daryabadi
- Ma'ariful Coran par Muhammad Shafi Usmani. Traduit de l'ourdou au bengali par Muhiuddin Khan . Entièrement disponible en ligne.
- Anwar al-Qur'an par Abal-Kalam Ma'sum, traduit par Muhammad Mustawfa
- Tauzih al-Qur'an de Muhammad Taqi Usmani (Introduction par l'étudiant de l'auteur, Muhammad Abdul Malek) traduit par Abal-Bashar Muhammad Saifal-Islam.
- Fi Zilal al-Qur'an par Masihuzzaman Falahi Nadvi, Lar, Deoria Uttar Pradesh
- Tafhim ul Quran par Abul A'la Maududi. Traduit de l'ourdou par Abdul Mannan Talib . Disponible en ligne[16].

### Anglais

#### Originaux
- The Majestic Quran: An English Rendition of Its Meanings traduction et commentaire par Nureddin Uzunoglu, Ali Ozek, Tevfik Rüştü Topuzoğlu et Mehmet Maksutoğlu

#### Traductions
- Tafsir Ibn Kathir par Ibn Kathir est disponible en :

1. Tafsir ibn Kathir : L'Exégèse du Grand Saint Coran traduit par Muhammad Mahdi Al-Sharif. Daral-Kutub 'Ilmiyah, Beyrouth, Liban 2006.
2. Tafsir Ibn Kathir traduit par Safiur-Rahman Al Mubarakpuri, Darussalam Publications.

- Qur'an Made Easy par Shabir Ahmad Usmani, Afzal Husen Elias, Ismail Ibrahim et Ismail Khathrada.
- Tafsir-e-Uthmani de Mahmud Hasan Deobandi et Shabir Ahmad Usmani a été traduit comme suit :

1. Le Glorieux Coran basé sur le Tafsir-e-'Uthmani traduit et édité par les professeurs de Madrasah Ayesha Siddiqua, Karachi. Éditeurs d'Al-Bushra
2. Tafsir-e-Uthmani traduit par Mohammad Ashfaq Ahmad, Idara Impex, Inde

- Ma'ariful Coran par Muhammad Shafi Usmani. Traduit de l'ourdou vers l'anglais. Entièrement disponible en ligne[17].
- Discours éclairants sur le Noble Coran par Ashiq Ilahi Bulandshahri
- Tafhim al-Quran par Abul A'la Maududi. Six volumes de tafsir écrits en 30 ans. Disponible en ligne[18].
- Nahw tafsir mawdu`i li-suwar al-Qur'an al-Karim par Muhammad al-Ghazali a été traduit par

1. Un commentaire thématique sur le Coran traduit par AA Shamis, l'Institut international de la pensée islamique (IIIT)
2. Voyage à travers le Coran : le contenu et le contexte des sourates traduites par Aisha Bewley

- Tafsir al-Qur'an (également connu sous le nom de: Tafsir-e-Majidi ) par Abdul Majid Daryabadi
- Tafsir al-Tabari par al-Tabari a été partiellement traduit par Scott Lucas en tant que sélections de l'exposition complète de l'interprétation des versets du Coran en deux volumes, Islamic Texts Society
- Fi Zilal al-Qur'an par Sayyid Qutb a été traduit comme In the Shade of the Quran par Adil Salahi et AA Shamis, Islamic Foundation

### Sindhi
- Tafsir Al-Maqam Al-Mahmud par Ubaidullah Sindhi.
- Tafsir Surah Saba par Ghulam Mustafa Qasmi.

### Malais
- Tafsir à Tibbyan par Abdul Hadi Awang

### Indonésien
- Tafsir al-Azhar de Hamka.
- Tafsir Al-Mishbah par Quraish Shihab

### Turc
- Risale-i Nur de Said Nursî (1878-1960) écrit principalement en turc, est un ouvrage volumineux, composé de quatre volumes principaux. Il consiste en une exégèse approfondie de certains versets et une explication des principes fondamentaux de la manière d'aborder le Coran. Il explique en particulier les versets dont les gens du 21e siècle ont le plus besoin. En d'autres termes, il étudie les versets sur les six articles de croyance de l'Islam tels que croire en Dieu et le jour du jugement. Il donne également des réponses logiques aux questions posées par les athées. Cet ouvrage est écrit dans un style plus accessible au grand public et est traduit en 52 langues[19],[20],[21].
- Elmalılı Tefsir par Elmalılı Muhammed Hamdi Yazır . Publié en 10 volumes, il reste l'un des commentaires les plus populaires en turc[22].

## Salafiya

### Arabe
- Tafsir al-Manar de Rashid Rida (1865-1935) Il lui a servi de voie pour propager ses réflexions sur le modernisme islamique[23].
- Fath al-Qadir de Muhammad ash-Shawkani.
- Mahasin al-Ta'wil (Tafsir Al-Qasimi) par Jamal al-Din Qasimi (1283-1332 AH/1914 EC)
- Tafsir As-Sa'di par Abdul-Rahman al-Sa'di

### Bengali
- Tafsir al-Quran par Muhammad Asadullah Al-Ghalib
- Tafsir-Aini 1-15 Parah/Juz' (Volume-I & II) expliqué par Ainul Bari Aliavi. Publié par Sufia Prakashani, Kolkata, Inde. (ISBN 978-81-941079-1-0) (tome I) & (ISBN 978-81-941079-2-7) (Volume II).

### Anglais

#### Originaux
- Tafsir Ishraq Al-Ma'ani (1997-2007) de Syed Iqbal Zaheer . En huit volumes, ce tafsir résume l'exégèse des écrits les plus importants des savants musulmans de Tabari à Sayyid Qutb d'un point de vue salafiste.
- Interprétation des significations du Noble Coran (1999) par Darussalam (publié pour la première fois en 1977) est traduit par Muhammad Muhsin Khan et l'érudit salafiste marocain Muhammad Taqi-ud-Din al-Hilali . Cette traduction fait partie des traductions les plus lues au monde.

#### Traductions
- Tafsir as-Sa'di d'Abdul-Rahman al-Sa'di, traduit par Nasiruddin al-Khattab et édité par Huda Khattab, International Islamic Publishing House (de l'arabe)
- Ahasanul Bayan de Hafiz Salahuddin Yusuf, traduit par Mohammad Kamal Myshkat, Dar-us-Salam Publications (de l'ourdou)

### Ourdou
- Ahasanul Bayan par Hafiz Salahuddin Yusuf

## Chiite duodécimains

### Arabe

#### Classiques
- Tafsir Qomi par Ali Ibn Ibrahim Qomi ( ?? – 919 ap. J.-C.)
- Tafsir Ayyashi par Mohammad ibn Masoud Ayyashi (décédé en 932 EC)
- Tafsir Furat Kufi par Furat Ibn Furat Ibn Ibrahim al-Kufi. (mort en 964 EC)
- Tafsir al-Nu'mani de Muhammad b. Ibrahim al-Nu'mani (mort en 971 EC)
- Al-Tibbyan Fi Tafsir al-Quran par Shaikh Tusi (995 - 1067 EC)
- Majma 'al-Bayan par Shaykh Tabarsi (1073 - 1153 EC)
- Fiqh al-Qur'an par al-Sayyid Qutb al-Rawandi (d. 573 AH/1177 EC) (Exégèse Jurisprudentielle)
- Zubdat al-tafasir de Molla Fathollah Kashani (mort en 1580 EC / 988 AH)
- Zubdat al-bayan de Mohaghegh Ardabili (décédé en 993 AH/1585 EC) (Exégèse jurisprudentielle)
- Al-Burhan Fi Tafsir al-Quran par Syed Hashimal-Bahrani (mort en 1696 EC)
- Tafsir Nur al-Thaqalayn par Abd al-Ali ibn Juma Arusi (mort en 1701 EC)

#### Tafsir partiel et inachevé
- Tafsir Imam Ja'far al-Sadiq collection de hadiths qui auraient été rapportés par l'Imam Ja'far al-Sadiq (AS) (83 - 148AH). une partie de cette exégèse a été écrite par des érudits soufis qui attribuent une partie de leur exégèse à l'imam Ja'far al-Sadiq.
- Tafsir Imam Hasan Askari attribué à l'Imam Hasan al-Askari (doutes sur l'authenticité)

#### Modernes
- Tafsir Shobar d' Abdullah Alavi Hosseini Mosavi . (décédé en 1242 AH / 1827 EC)
- Mawahib al-Rahman Fi Tafsir al-Qur'an par Abd al-A'la al-Sabziwari (1910 - 1993 EC)
- Al-Bayan Fi Tafsir al-Quran par Abu al-Qasim al-Khoei (1899 - 1992 EC)
- Tafsir al-Mizan par Muhammad Husayn Tabataba'i (1904 - 1981 EC). explication des versets coraniques à l'aide d'autres versets pertinents. La version anglaise est également disponible[24].
- Al-Forghan fi Tafsir al-Quran de Mohammad Sadeqi Tehrani (1926 - 2011)
- Tafsir Hedayat (Min Hadi Al-Quran) de Mohammad Taqi al-Modarresi (né en 1945 EC - Présent)

#### Traductions
- Al-Amthal fi Tafsir al-Qur'an par Naser Makarem Shirazi (1927 EC - Présent) (a été traduit de Tafsir Nemuneh du persan à l'arabe).
- Nafahat al-Quran par Naser Makarem Shirazi (1927 EC - Présent) [Exégèse thématique] (a été traduit de Payam-i Qur'an du persan à l'arabe).
- Mafahim al-Quran par Ja'far Sobhani (1929 EC - Présent). [Exégèse thématique] (a été traduit de Manshur jawid du persan à l'arabe).
- Tasnim Tafsir par Abdollah Javadi-Amoli (1933 EC - présent) (a été traduit du persan à l'arabe).

### Persan
- Rawz al-jinan wa ruh al-jinan (exégèse historique) par Abu al-Futuh al-Razi (1078 - 1157/61 EC)
- Tafsir Gazur (jalāʼ al-adhhān wa-jalāʼ al-aḥzān) par Abul al-Mahasin Husayn Ibn Hasan Jurjani (1377 ~ 1341 EC)
- Menhaj Al-Sadeghin par Molla Fathollah Kashani (mort en 1580 EC / 988 AH )
- Tafsir al-Mizan par Muhammad Husayn Tabataba'i (1904 - 1981 EC). (a été traduit de l'arabe au persan). .
- Tafsir Novin de Mohammad Taghi Shariati (né en 1907 - décédé en 1987)
- Partoie Az Qur'an de Mahmoud Taleghani (1911 - 1979 EC)
- Tafsir Roshan de Mirza Hassan Mostafavi (1913 - 2005 EC)
- Tafsir Nemuneh par Naser Makarem Shirazi (1927 EC - Présent).
- Tafsir ahsan al-hadith par Ali Akbar Qarashi (né en 1928 EC)
- Tarjomane Foraghan de Mohammad Sadeqi Tehrani (1926 - 2011 EC)
- Payam-i Qur'an par Naser Makarem Shirazi (1927 EC - Présent) [Exégèse thématique].
- Manshur jawid par Ja'far Sobhani (1929 EC - Présent). [Exégèse thématique].
- Tasnim Tafsir par Abdollah Javadi-Amoli (1933 EC - présent).
- Tafsir Rahnama par Akbar Hashemi Rafsanjani (1934 - 2017 EC)
- Tafsir Nur par le savant contemporain Mohsin Qara'ati (1945 EC - présent)
- Tafsir Hedayat de Mohammad Taqi al-Modarresi (né en 1945 EC - Présent) (a été traduit de l'arabe au persan).
- Tafsir Meshkat par le savant contemporain Mohammad-ali Ansari
- Makhzan al-Irfan fi Tafsir al-Quran par Banu Amin (1886–1983)
- Tafasiral-Quran de Mulla Sadra (1571/72 - 1635/40 EC / 980 - 1050 AH) (Exégèse philosophique) (a été traduit de l'arabe au persan).

### Anglais
- Tafsir al-Mizan par Muhammad Husayn Tabataba'i (1904 - 1981 EC). (a été traduit de l'arabe à l'anglais par sa'id akhtar rizvi).
- Un commentaire éclairant à la lumière du Saint Coran par Kamal Faqih Imani (a été traduit du persan à l'anglais par Abbas Sadr-'ameli).
- Tafsir Nemuneh de Naser Makarem Shirazi (1927 EC - Présent) (a été traduit du persan vers l'anglais).

### Ourdou
- Al-Mizan par Muhammad Husayn Tabataba'i (1904 - 1981 EC). (Traduit en ourdou par Hassan Raza Ghadiri)
- Tafsir Anwar-e-Najaf fi Asrar Mushaf par Hussain Bakhsh Jarra (1920 - 1990 EC)
- Al Kauthar fi Tafsir al-Quran par Mohsin Ali Najafi (1938 EC - Présent)
- Tafsir Nemuneh de Naser Makarem Shirazi (1927 EC - Présent) (a été traduit du persan à l'ourdou).
- Tafsir-e-Mauzui par Naser Makarem Shirazi (1927 EC - Présent) [Exégèse thématique] (a été traduit de Payam-i Qur'an en ourdou par Syed Safdar Hussain Najafi ).
- Tafsir-e-Mauzui de Ja'far Sobhani (1929 EC - Présent). [Exégèse thématique] (a été traduit de Manshur jawid en ourdou par Syed Safdar Hussain Najafi).

## Soufi

### Arabe
- Tafsir al-Qur'an al-Azim par Sahl al-Tustari (d. 283/897) [25]
- Ruh al-Bayan par Ismail Hakki Bursevi (1653-1725 EC)[26]. Ouvrage arabe en dix volumes du fondateur de l'ordre soufi Hakkiyye Jelveti de Turquie.
- Haqa'iq al-tafsir par Abu Abd Rahman al-Sulami (d. 412/1021) [25]
- Ara'is al-Bayan fi haqa'iq al-Koran par Abu Mohammad Shirazi (d. 606/1209) [25]
- Bahr al-Madid ("L'immense océan") d'Ahmad ibn Ajiba (1747-1809 EC), généralement connu sous le nom de Tafsir ibn Ajibah - un ouvrage en 6/8 volumes d'un cheikh marocain de la branche Darqarwi de l'ordre Shadhili du soufisme.
- Laṭā'if al-Isharat bi-Tafsir al-Qur'ān par Al-Qushayri [25]
- Al-Mohit al-azam de Haydar Amuli qui a été achevé vers 1375 ou 1376 EC
- Tafsir al-Mazhari de Qadi Thanaullah Panipati
- Ghara'ib al-Qur'an wa Ragha'ib al-Furqan par Nizam al-Din al-Nisaburi (mort en 728/1328)
- Tafsir Safi par Mohsen Fayz Kashani (?? - 1680 EC)
- Tafasir al-Quran (Exégèse philosophique) par Mulla Sadra (1571/72 – 1635/40 EC / 980 – 1050 AH)
- Bayan al-Sa'ada (XIXe siècle) du sultan Alishah
- ' Ara'is al-bayan fi ḥaqa'iq al-Qur'an (Épouses de l'élucidation des vérités du Coran) par Ruzbihan Baqli [25]
- al-Tawilat al-Najmiyah par Najamuddin Daya (d. 654/1261) et Ala al-Dawla Summani (d. 736/1330) [25]

### Bengali

#### Traductions
- Tafsir-e-Mazhari de Qadi Thanaullah Panipati, traduit par Mamunal-Rawshid

### Anglais

#### Traductions
- Asrar al-Tanzil par Ameer Muhammad Akram Awan (de l'ourdou)
- Laṭā'if al-Isharat bi-Tafsir al-Qur'ān a été partiellement traduit par Abu'l-Qasim Al-Qushayri's Lata'if Al-Isharat: Subtleties of The Allusions par Kristin Zahra Sands, Dar Ul Thaqafah

### Persan
- Kashf al-Asrar de Rashid al-Din Maybudi
- Fath al-Aziz : un tafsir du XVIIIe siècle en persan par Shah Abdul Aziz Dehlavi, fils de Shah Waliullah Dehlawi. (Une grande partie de ce Tafsir a été perdu en 1847 EC avec son commentaire sur Sunan Abu Dawud.)

### Sindhi
- Ahsan ul Bayan par Allama Muhammad Idris Dahiri en 9 volumes.

### Ourdou

#### Traductions
- Tafsir-e-Mazhari par Qadi Thanaullah Panipati (de l'arabe)
- Tafsir-e-Jawahir-e-'Azizi (Traduction de Fath al-'Azizi) par Shah Abdul Aziz Muhaddith Dehlavi (du persan)

#### Original
- Tafsir-e-Ashrafi [27] de Syed Mohammed Madni Ashraf
- Tafsir Zia ul Coran par Muhammad Karam Shah al-Azhari.
- Amir Muhammad Akram Awan a écrit :

1. Akram al-Tafasir
2. Asrar al-Tanzil

- Bayan Ul Coran par Ashraf Ali Thanvi.
- Sabq al-ghayat fi nasaq al-ayat par Ashraf Ali Thanvi.

## Muʿtazila
- Al-Kashshaf par Al-Zamakhshari (mort en 539 AH/1144 EC)[28],[29]. - L'auteur s'est ensuite converti à l'Sunnismeislam sunnite.

## 'Ibadite

### Arabe
- Tafsir Kitab Allah al-Aziz par Hud ibn Muhakkam al-Hawwari
- Muhammad ibn Yusuf Attafayish (1821 - 1914), un éminent érudit ibadite algérien, a écrit trois tafsir

1. Da'i l-'Amal li- Yawm al-Ajal (incomplet)
2. Himyan al-Zad et Dar al-Ma'ad
3. Taysir al-Tafsir

- Jawahir al-Tafasir par Ahmed bin Hamad al-Khalili

## Ismaili

### Anglais
- Le Saint Coran : texte, traduction et commentaire (première édition : 4 avril 1934, deuxième édition : 1937 et troisième édition : 1938)' par l'anglophile anglo-indien Dawudi Bohra Abdullah Yusuf Ali (14 avril 1872 [30] - 10 décembre 1953) - 'Ali a entrepris ce travail à une époque où le Coran n'avait encore jamais été correctement présenté en anglais dans une perspective chiite et où seules des traductions non musulmanes étaient disponibles, parfois trop antipathiques. Il est devenu l'une des éditions anglaises les plus utilisées du Coran en raison de la qualité de la traduction et de l'utilisation de nombreuses futnotes[31]. Dans les années 1980, le livre a été approprié par l'establishment religieux saoudien et édité pour mieux s'adapter à la perspective wahhabite/salafiste du pays. Cette dernière version est aujourd'hui largement diffusée sous le nom d'« Amana Edition ».

## Modernistes

### Arabe
- Tafsir al-Tahrir wa'l-Tanwir (1984) de Muhammad al-Tahir ibn 'Ashur. Remarquable de son accent sur l'aspect rhétorique du Coran.

### Ourdou
- Al-Bayan de Javed Ahmad Ghamidi

### Anglais
- Le Message du Coran de Muhammad Asad, 1980.

## Autres

### Anglais
- The Study Qur'an - rédigé par un collectif éditorial dirigé par le célèbre philosophe islamique Seyyed Hossein Nasr, publié en 2015 par HarperCollins. Ce travail cherche à mettre en évidence la profondeur et la diversité des interprétations qui existent au sein de l'islam traditionnel, en s'appuyant sur 40 grands commentaires classiques d'un large éventail d'orientations, y compris les points de vue sunnites et chiites, les écoles Maturidi, Ashari, Mutazili et Athari de l' Islam la théologie, ainsi que les interprétations soufies ; mais en excluant les vues réformistes et fondamentalistes modernes. A été salué par les universitaires comme un ouvrage de référence inégalé dans le domaine des études islamiques[32].

### Ourdou
- Tafsir Urwa-Tul-Wusqa